# Vector Sport
Vector Sport è un scuderia automobilistica britannica con sede a Silverstone fondata nel 2021 con l'obbiettivo di gareggiare nelle competizioni endurance. Nel 2022 è entrata nel Campionato del mondo endurance nella categoria LMP2.

## Storia
Nel novembre del 2021, il Team Principal Gary Holland ha annunciato che il team avrebbe partecipato al Campionato del mondo endurance nella categoria LMP2 portando in pista l'Oreca 07. Il team riesce a ingaggiare il pilota ufficiale Audi, Nico Müller, Ryan Cullen e Sébastien Bourdais. Nel corso del anno Mike Rockenfeller viene chiamato per sostituire Bourdais nella 1000 Miglia di Sebring, mentre Renger van der Zande si unisce al team negli ultimi due round della stagione al posto di Müller. Il team come miglior risultato ottiene il terzo posto nella 6 Ore di Monza ed chiude decimo in classifica.
Per la stagione 2023 il team si iscrive ancora nella classe LMP2, viene confermato solo Ryan Cullen a cui si aggiungono Gabriel Aubry e Matthias Kaiser.  

### Progetto Hypercar
Nel dicembre del 2022, il produttore italiano Isotta Fraschini annunciò di aver firmato un accordo con il team britannico. Il team Vector Sport sarebbe stato il team ufficiale del marchio e avrebbe portato in pista la Tipo 6 LMH-C nella categoria Hypercar del Campionato del mondo endurance. Ma nel 2024 a differenza di quanto precedentemente annunciato, il team Vector ha deciso di lasciare il programma, denunciando il non rispetto degli accordi firmati in precedenza.

## Risultati

### Mondiale Endurance (WEC)
| Anno    | Classe | Vettura         | SEB | SPA | LMS | MON | FUJ | BHR |     | Punti | Pos. |
| ------- | ------ | --------------- | --- | --- | --- | --- | --- | --- | --- | ----- | ---- |
| 2022    | LMP2   | Oreca 07-Gibson | NC  | 10  | 13  | 3   | 9   | 9   |     | 21    | 10°  |
| Anno    | Classe | Vettura         | SEB | POR | SPA | LMS | MON | FUJ | BHR | Punti | Pos. |
| 2023    | LMP2   | Oreca 07-Gibson | 3   |     |     |     |     |     |     | 2*    |      |
| Legenda |        |                 |     |     |     |     |     |     |     |       |      |

## Piloti
- Ryan Cullen (2022-presente)
- Nico Müller (2022)
- Mike Rockenfeller (2022)

- Renger van der Zande (2022)
- Sébastien Bourdais (2022)

- Gabriel Aubry (2023-presente)
- Matthias Kaiser (2023-presente)